# Gábor Hajdú
Gábor Hajdú (* 20. Oktober 1989 in Pécs) ist ein ungarischer Handballspieler.

## Karriere
Hajdú lief in seiner Jugend für Komlói Bányász SK auf. 2007/08 wurde der Rückraumspieler von Dunaferr SE unter Vertrag genommen. Für diesen Verein lief er bis 2010/11 auf und nahm insgesamt 
dreimal am EHF-Pokal sowie einmal am Europapokal der Pokalsieger teil. In der Saison 2011/12 spielte der Rechtshänder für FTC Pler. 2012/13 wechselte Hajdú erneut innerhalb der Liga zu Pécsi VSE und in der darauffolgenden Spielzeit direkt weiter zu Gyöngyös Kezilabda. Für die Saison 2015/16 wechselte Hajdú ein letztes Mal innerhalb der ungarischen Liga zu Mezőkövesdi KC, ehe er 2016/17 zur SG Handball West Wien und damit in die Spusu LIGA wechselte. 2018/19 wurde Hajdú vom UHK Krems verpflichtet. Bereits in seiner ersten Saison bei den Wachauern konnte er sich mit dem Team sowohl den ÖHB-Cup als auch die österreichische Meisterschaft sichern.

## Saisonbilanzen

### Spusu LIGA
| 2016/17   | SG Handball West Wien                                           | Spusu LIGA                                                      | 32                                                              | 103                                                             | 1/1                                                             | 102                                                             |                                                                 |                                                                 |                                                                 |                                                                 |
| 2017/18   | SG Handball West Wien                                           | Spusu LIGA                                                      | 31                                                              | 72                                                              | 0/0                                                             | 72                                                              |                                                                 |                                                                 |                                                                 |                                                                 |
| 2018/19   | UHK Krems                                                       | Spusu LIGA                                                      | 35                                                              | 61                                                              | 0/0                                                             | 61                                                              |                                                                 |                                                                 |                                                                 |                                                                 |
| 2019/20   | Saison aufgrund der COVID-19-Pandemie in Österreich abgebrochen | Saison aufgrund der COVID-19-Pandemie in Österreich abgebrochen | Saison aufgrund der COVID-19-Pandemie in Österreich abgebrochen | Saison aufgrund der COVID-19-Pandemie in Österreich abgebrochen | Saison aufgrund der COVID-19-Pandemie in Österreich abgebrochen | Saison aufgrund der COVID-19-Pandemie in Österreich abgebrochen | Saison aufgrund der COVID-19-Pandemie in Österreich abgebrochen | Saison aufgrund der COVID-19-Pandemie in Österreich abgebrochen | Saison aufgrund der COVID-19-Pandemie in Österreich abgebrochen | Saison aufgrund der COVID-19-Pandemie in Österreich abgebrochen |
| 2020/21   | UHK Krems                                                       | Spusu LIGA                                                      | 27                                                              | 19                                                              | 0/0                                                             | 19                                                              |                                                                 |                                                                 |                                                                 |                                                                 |
| 2016–2021 | gesamt                                                          | Spusu LIGA                                                      | 125                                                             | 255                                                             | 1/1 (100 %)                                                     | 254                                                             |                                                                 |                                                                 |                                                                 |                                                                 |

## Erfolge
- UHK Krems
  - Österreichischer Meister 2018/19, 2021/22
  - Österreichischer Pokalsieger 2018/19